# Akson
Akson predstavlja produžetak citoplazme živčane stanice, a funkcija mu je da odašilje formirani signal na sljedeću živčanu stanicu ili izvršni organ.
Aksoni variraju u svojoj dužini od nekoliko centimetara do nekoliko desetaka centimetara, a okruženi su zaštitnom, izolirajućom ovojnicom, koja se naziva mijelinska ovojnica. Ta je ovojnica bjelkaste boje i građena je od tkiva koje sadržava masnoće i bjelančevine, a omogućava brzo, ravnomjerno i efikasno prenošenje živčanih impulsa duž aksona.
Akson započinje aksonskim brežuljkom što se nastavlja u početni odsječak aksona, gotovo uvijek ima pobočne ogranke, a završava više ili manje opsežnim završnim razgranjanjem; pojedinačni ogranak tog razgranjanja je presinaptički aksonski završetak što završava lukovičastim proširenjem, tzv. završnim čvorićem. 
Završne nožice su na okončinama aksona. Pomoću njih ostvaruje se sveza - sinapsa.
Završna razgranjenja skupina aksona mogu oblikovati posebne pericelularne spletove, što poput košarica obavijaju tijela drugih neurona.